# Pedaso (stacja kolejowa)
Pedaso (wł. Stazione di Pedaso) – stacja kolejowa w Pedaso, w prowincji Fermo, w regionie Marche, we Włoszech. Znajduje się na linii Adriatica (Ankona – Lecce). 
Według klasyfikacji RFI ma kategorię brązową.

## Linie kolejowe
- Linia Ankona – Bari